# RTON Żórawina
RTON Żórawina (także Żórawina, Wrocław/Żórawina) – Radiowo-Telewizyjny Ośrodek Nadawczy w Żórawinie nieopodal Wrocławia, maszt nadawczy o wysokości 260 metrów.

## Parametry
- Wysokość posadowienia podpory anteny: 135 m n.p.m.
- Wysokość zawieszenia systemów antenowych: Radio: 220, 250, TV: 150, 180, 185, 200 m n.p.t.

## Transmitowane programy

### Programy radiowe
| LP | Program                     | Właściciel                                                              | Częstotliwość | Moc nadawania | Polaryzacja |
| -- | --------------------------- | ----------------------------------------------------------------------- | ------------- | ------------- | ----------- |
| 1  | Polskie Radio Program II    | Polskie Radio S.A.                                                      | 87,70 MHz     | 10 kW         | pozioma     |
| 2  | Radio RAM                   | Polskie Radio – Regionalna Rozgłośnia we Wrocławiu "Radio Wrocław" S.A. | 89,80 MHz     | 6 kW          | pozioma     |
| 3  | RMF FM                      | Radio Muzyka Fakty Sp. z o.o.                                           | 92,90 MHz     | 10 kW         | pozioma     |
| 4  | Radio Plus Wrocław          | EUROZET Sp.z o.o.                                                       | 101,10 MHz    | 12 kW         | pozioma     |
| 5  | Radio Pogoda 106,1 FM       | Radio Klakson Sp. z o.o.                                                | 106,10 MHz    | 10 kW         | pozioma     |
| 6  | Program IV Polskie Radio 24 | Polskie Radio S.A.                                                      | 107,50 MHz    | 5 kW          | pozioma     |

### Programy radiowe – cyfrowe
| Skład multipleksu | Częstotliwość | Kanał | Moc nadajnika | Polaryzacja | Kierunkowość | Kompresja      |
| --- | ------------- | ----- | ------------- | ----------- | ------------ | -------------- |
| DAB+ - Polskie Radio Program I - Polskie Radio Program II - Polskie Radio Program III - Czwórka - Radio Poland - Program IV Polskie Radio 24 - Polskie Radio Chopin - Polskie Radio Dzieciom - Radio Wrocław - Radio Wrocław Kultura - Radio Literatura | 176,640 MHz   | 5B    | 2,5 kW        | pionowa     | kierunkowa   | AAC/AAC+/AAC++ |

### Programy telewizyjne – cyfrowe
| Nazwa multipleksu | Częstotliwość | Kanał | Moc nadajnika | Polaryzacja | Kompresja |
| ----------------- | ------------- | ----- | ------------- | ----------- | --------- |
| MUX 3             | 506 MHz       | 25    | 30 kW         | pozioma     | MPEG-4    |

| Nazwa multipleksu | Częstotliwość | Kanał | Moc nadajnika | Polaryzacja | Kompresja | Rodzaj szyfrowania |
| ----------------- | ------------- | ----- | ------------- | ----------- | --------- | ------------------ |
| MUX4              | 642 MHz       | 42    | 8 kW          | pionowa     | MPEG-4    | Irdeto 3           |

## Nienadawane analogowe programy telewizyjne
Programy telewizji analogowej, które zostały wyłączone 22 kwietnia 2013 r.
| LP | Program | Właściciel                | Częstotliwość | Kanał | Moc nadawania | Polaryzacja |
| -- | ------- | ------------------------- | ------------- | ----- | ------------- | ----------- |
| 1  | TVN     | TVN S.A.                  | 751,25 MHz    | 56    | 10 kW         | pozioma     |
| 2  | TV Puls | Telewizja Puls Sp. z o.o. | 527,25 MHz    | 28    | 1 kW          | pozioma     |